# Marketingmix

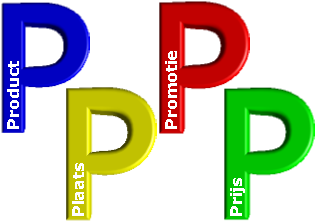
De 4P's die de oorspronkelijke marketingmix vormen

De marketingmix, soms marketinginstrumentenmix genoemd, is de combinatie van instrumenten die een organisatie kan gebruiken voor het invullen van haar marketingstrategie. Het gebruik van elk van deze instrumenten en hun onderlinge wisselwerking is onder andere afhankelijk van de doelstellingen, de markt, de doelgroep en de concurrentie. Oorspronkelijk onderscheidde men vier marketinginstrumenten, later is dit aantal uitgebreid om aan vermeende tekortkomingen tegemoet te komen of om nadruk te leggen op nieuwe inzichten. 
Het optimaliseren van de marketingmix wordt vaak gezien als voornaamste verantwoordelijkheid van de marketingfunctie in een organisatie. Door de juiste combinatie van de vier (of meer) P's te vinden kunnen marketeers de effectiviteit en bedrijfsresultaten verbeteren. Kleine veranderingen in de marketingmix worden doorgaans als tactische activiteiten betiteld. Grote veranderingen in een of meer van de P's kan vaak als strategische activiteit beschouwd worden.

## Definitie
De marketingmix is de strategische combinatie van, en onderlinge afstemming tussen, de instrumenten die een onderneming ter beschikking heeft om de markt waarop zij actief is te bewerken.

## Oorsprong
Het begrip marketingmix zelf is terug te voeren op een publicatie van Neil Borden in 1964. Borden gebruikte de term echter al in 1949. Hij zou deze bedacht hebben tijdens het lezen van de metafoor van James Culliton van de zakenman als kok:
«(An executive is) "a mixer of ingredients, who sometimes follows a recipe as he goes along, sometimes adapts a recipe to the ingredients immediately available, and sometimes experiments with or invents ingredients no one else has tried."»
Nederlandse vertaling:
«(Een zakenman is) "iemand die ingrediënten mixt, waarbij hij soms een bestaand recept volgt, soms een bestaand recept aanpast aan de ingrediënten die hij voorhanden heeft en soms experimenteert met ingrediënten of zelfs nieuwe ingrediënten verzint die nog nooit iemand geprobeerd heeft."»
De bekendste invulling van dit concept komt voor rekening van Jerome McCarthy. Hij stelt dat marketeers in essentie vier variabelen of ingrediënten kunnen gebruiken bij het opstellen van een marketingplan. Deze variabelen zijn prijs, promotie, product en plaats, vaak de 4Ps genoemd.
Op lange termijn zijn al deze vier elementen te beïnvloeden, maar op de korte termijn zijn vooral product en plaats (ook wel distributiekanaal) moeilijk te beïnvloeden. Daarom worden marketeers op korte termijn gedwongen zich te beperken tot de helft van hun instrumentarium en wordt tevens het belang van strategisch langetermijnplannen duidelijk, omdat slechts op lange termijn het product of het distributiekanaal aan te passen is.

## Originele mixinstrumenten (de 4p's)

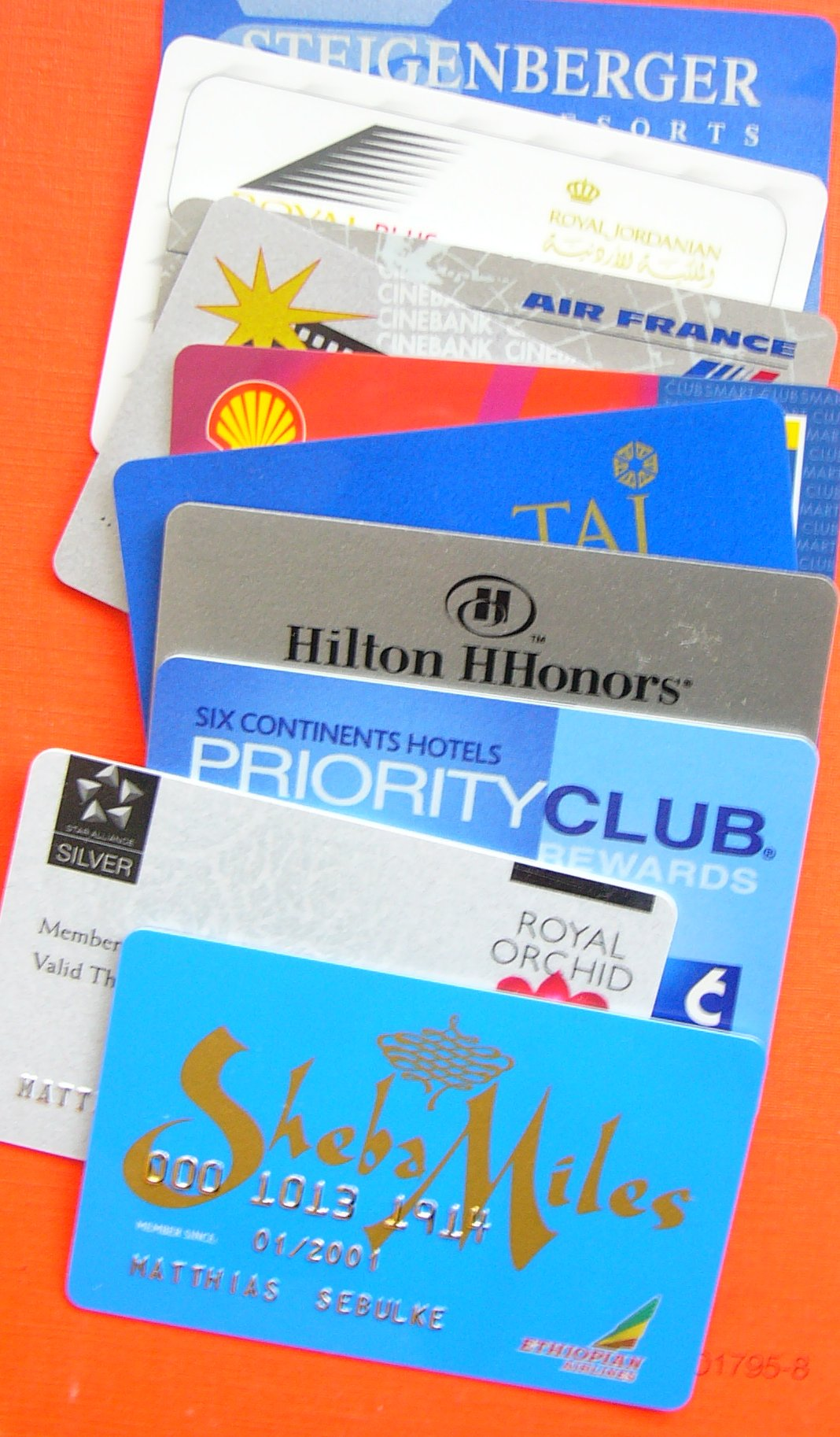
Een verzameling klantenkaarten, doorgaans bedoeld om klantentrouw door middel van (prijs)promoties te stimuleren.

De originele 4Ps zijn vooral relevant in de consumentengoederen marketing, zoals supermarktproducten of duurzame goederen als witgoed of auto's. Het originele marketingmix model werd in het Engels opgesteld. Doordat de Engelse termen (product, price, place en promotion) in veel talen ook door woorden beginnend met de letter P te vertalen zijn, is het 4P-model ook buiten het Engelse taalgebied verspreid geraakt.

### Product
De eerste P staat voor product, soms ook de productmix genoemd. Het betreft hier naast fysieke producten ook diensten. Soms wordt product ook weer nader gesplitst in:
- Het fysieke product: Het kale product, dit zijn de functionele en esthetische kenmerken. (afmetingen, functie)
- Het uitgebreide product: het fysieke product, met toegevoegde eigenschappen. Zoals, verpakking, merknaam, service en garantie.
- Het totale product: het uitgebreide product, maar dan met toegevoegde emotionele, instrumentele en expressieve eigenschappen/waarden door de consument toegevoegd.

In termen van de marketingmix geldt dat het product op korte termijn relatief vast staat. Wijzigingen van verpakking of nieuwe innovaties die het product veranderen kosten tijd en geld.

### Prijs
De prijs is voor zowel leverancier als consument een belangrijke factor en wordt over het algemeen bepaald door de verhouding tussen vraag en aanbod. Het is in de meeste productcategorieën ook een erg snel te veranderen factor en daardoor een veel gebruikt marketingmix-instrument. Wel gaan hier soms kosten mee gepaard (in de micro-economie ook wel menukosten genoemd, naar analogie van het moeten wijzigen van de menukaart om een prijsstijging door te voeren). 
Ter illustratie: als een frisdrank in de supermarkt gekocht wordt in de vorm van een 1,5 literfles of op een terras in de vorm van een individueel glas, dan geldt:
- product: fles cola, prijs: 1,27 voor 5 glazen, promotie: geen, plaats: supermarkt
- product: glas cola, prijs: 2,00 per glas, promotie: geen, plaats: terras

### Plaats

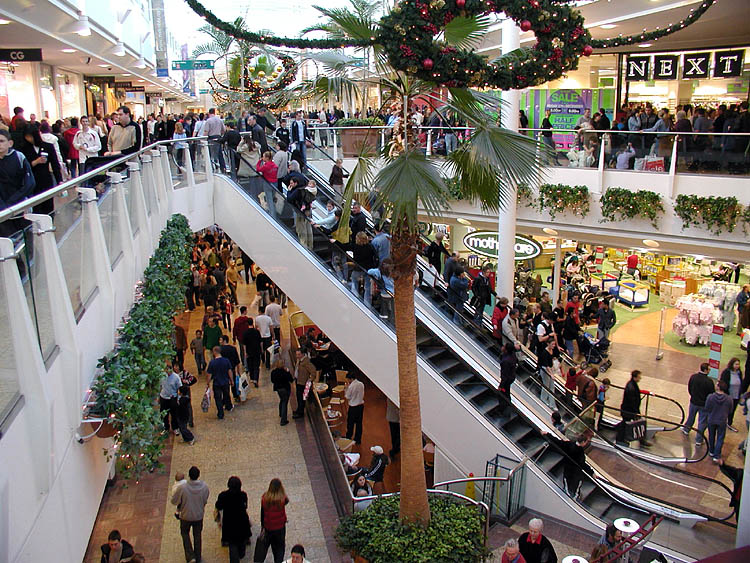
Winkelcentra zijn plaatsen waar commercie dominant aanwezig is

De P van plaats omvat zowel de locatie waar de consument het product verkrijgt als het (type) distributiekanaal. Te denken valt aan directe distributie direct van leverancier aan de eindgebruiker (denk bijvoorbeeld aan verzekeringsmaatschappijen, outletstores en verkoop via internet). Bij indirecte distributie zitten er tussen de fabrikant en de consument een aantal schakels, zoals groothandels en detailhandels.

### Promotie
Onder promotie valt de communicatie van een bedrijf gericht op het stimuleren van de verkoop. Enkele activiteiten die onder de promotie-mix geschaard kunnen worden zijn:
- public relations: het nastreven van goede contacten met publieksgroepen, zoals klanten, concurrenten, leveranciers en financiers.
- reclame: niet-persoonlijke communicatie gericht op grote groepen afnemers, bijvoorbeeld in de vorm van reclamefolders, of radio- en tv-reclames.
- persoonlijke verkoop: een zeer effectief, maar doorgaans duur verkoopmiddel. Persoonlijke verkoop gebeurt in interactie met de klant waardoor direct op eventuele bezwaren of vooroordelen ingespeeld kan worden. Bovendien kan persoonlijke verkoop een vertrouwensband scheppen die de risicoperceptie van de klant vermindert.
- verkooppromotie: het vestigen van de aandacht op een prijsverlaging (de prijsverlaging zelf valt onder de P van prijs).
- cold calling: het direct telefonisch benaderen van willekeurige dan wel geselecteerde personen of bedrijven.

## Uitbreidingen op het originele model

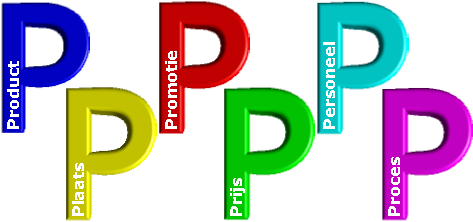
Uitgebreid model

Het originele 4P model van McCarthy is vele malen uitgebreid en aangepast. Veel van deze uitbreidingen kunnen met een ruime interpretatie van de oorspronkelijke 4Ps ook onder dat model gelezen worden. Toch kiezen zowel wetenschappers, de makers van leerboeken en vooral adviesbureaus ervoor om uitbreidingen in de vorm van aparte marketingmixfactor te benoemen. Meestal ligt de oorzaak erin dat er behoefte bestaat om specifiek aandacht aan een (deel)aspect te besteden.

### Personeel (people)
De kwaliteit van het personeel kan essentieel zijn bij de beleving van het productaanbod. Niet alleen is personeel essentieel als visitekaartje, maar ook in de vorm van verkopers of (after sales) service medewerkers vormen zijn een doorslaggevende factor voor uiteindelijke klanttevredenheid. 
De P van people komt onder andere voor in het zeven P model van Booms en Bitner (1981). Hiermee willen zij vooral wijzen op het belang van mensen in alle overige marketingmix-instrumenten.

### Periferie (peripheral clues)
De derde uitbreiding van Booms en Bitner betreft de periferie (door hen in het Engels physical evidence of peripheral clues genoemd). Hiermee worden omgevingsfactoren bedoeld zoals buurt waar het bedrijf gevestigd is of de locatie waar de dienst verricht wordt. Advocatenkantoren en marketingadviesbureaus maken hier bijvoorbeeld actief gebruik van door zich in luxe grachtenpanden te vestigen, maar in principe ondervindt iedere onderneming voordeel of hinder van de omgeving waarin zij zich bevindt.

### Pak (packaging)
Hoewel het pak of verpakking waarin een product zit als een onderdeel van dit product beschouwd kan worden, is het voor sommige typen producten (vooral supermarktproducten) een van de belangrijkste instrumenten om de eigen propositie tot uiting te brengen. Schapimpact, logistieke optimalisatie en zelfs kwaliteitsperceptie zijn allemaal afhankelijk van de keuze van de verpakking. Om die reden wordt deze 'P' ook wel apart genoemd.
De P van packaging werd al gebruikt door Borden in het 12 instrumentenmodel dat hij kort na het verschijnen van het 4P model van McCarthy publiceerde.

### Partners
Door de toegenomen belangstelling voor partnerschappen en samenwerkingen over de gehele bedrijfskolom bestaat de behoefte om ook de P van partners aan het model toe te voegen. Vooral de deconglomeratie van de jaren 80 en 90, en de toenamen van activiteiten als co-branding en Ingrediënt-branding hebben het belang van partnerschappen vergroot.

### Presentatie
De P van presentatie wordt soms gebruikt om het belang van imago of de manier waarop de onderneming zich presenteert aan te geven. Een sterk imago kan de keuze voor een bepaald product of merk gunstig beïnvloeden. Een bedrijf dat zich professioneel presenteert scoort beter dan een bedrijf dat zich er gemakkelijk vanaf maakt. Een goede uitstraling wekt vertrouwen en vertrouwen trekt klanten aan. Daarom doen bedrijven er verstandig aan zich goed te presenteren. Een goede presentatie komt in alle facetten van de marketingmix terug.

### Proces
Een andere uitbreiding door Booms en Bitner betreft die met de P van proces. Deze toevoeging kwam tot stand om aan te geven dat diensten anders dan fysieke producten beleefd worden. Het product wordt anders ervaren dan een proces vanaf het moment van aankoop.

### Physical evidence
Omdat voor diensten geldt dat de kwaliteit hiervan vooraf niet precies vast staat wordt door sommigen gesteld dat de marketingfunctie fysiek bewijs van de kwaliteit van de dienst moet leveren. Door vooraf helderheid te verschaffen omtrent de kwaliteit van de dienstverlening, neemt het risico voor nieuwe kopers af. Voorbeelden van deze soort fysiek bewijs betreft dan case-studies en testimonials van eerdere gebruikers van de dienst.

## Kritiekpunten
Er is zowel kritiek op het concept van marketingmix in het algemeen als op McCarthy's specifieke invulling daarvan.
- Het denken in marketingmixconcepten zou de functionele indeling van bedrijven herbevestigen, terwijl dat juist tot inefficiënties zou leiden. In plaats van de organisatie op te delen in functionele disciplines die zich elk met een specifiek element van de marketingmix bezighouden (zoals marketing, verkoop, advertising, marketingonderzoek, productontwikkeling, public relations, etc.) zou het volgens Michael Hammer en James Champy de voorkeur verdienen om te kijken naar het complete proces vanaf inkoop van materialen, naar productie, naar marketing en distributie tot uiteindelijk klanttevredenheid.[5]

Daarnaast is er ook specifieke kritiek op McCarthy's model:
- McCarthy's 4P-model zou te veel vanuit het perspectief van de onderneming of de marketeer kijken en te weinig vanuit het perspectief van de consument redeneren[6]
- Daarnaast zou het 4P-model te sterk gericht zijn op consumentenmarkten en geen geschikt model zijn voor industriële- of b2b-productmarketing.
- Ook wordt vaak gesteld dat het 4P-model niet of minder geschikt is voor de marketing van diensten. Met name dit laatste kritiekpunt is relevant in een economie waar steeds meer nadruk komt te liggen op diensten en minder op fysieke goederen.

## Alternatieven voor McCarthy's model
Naast de uitbreidingen in de vorm van extra P's bestaan er ook enkele alternatieve marketingmix modellen die in meer of mindere mate aan de hierboven genoemde kritiekpunten tegemoet zouden komen. 

### De parallelle C's
Robert Lauterborn stelt dat elk van de vier oorspronkelijke P-variabelen gezien moeten worden vanuit een consumentenperspectief. De gedachte hierachter is dat marketing zich heeft ontwikkeld van een techniek om een product (P) aan de man te brengen tot een filosofie om de klant ('customer', C) voor zich te winnen en aan zich te binden. De oude P's passen bij vooral bij een productiebedrijf (P), de moderne C's bij een meer klantgerichte organisatie, die zichzelf door de ogen van de klant bekijkt. 
Deze transformatie wil hij bereiken door de omzetting van het 4P-model naar een 4C-model: 
- Product naar consumentenoplossing (Customer solution)
- Prijs naar kosten voor de consument (Cost to the customer); een aantrekkelijke prijs-kwaliteitverhouding, met veel keuzemogelijkheden en afgestemd op verschillende doelgroepen.
- Plaats naar gemak (Convenience) 'gemak van de klant', redenen om te kiezen voor een dienst of product;
- Promotie naar communicatie (Communication), duidelijkheid over de dienstverlening, mogelijkheden om vragen te stellen, suggesties te doen en klachten in te kunnen dienen.

### Model van Borden
Kort na het verschijnen van het 4P-model, ontwikkelde Borden een model met twaalf beslissingvariabelen. Het betreft hier: product planning, prijsbeleid, merkbeleid, distributiekanalen, persoonlijke verkoop, advertising, promoties, verpakking, presentatie, (aanvullende) dienstverlening, fysieke afhandeling en fact-finding.

### Model van Frey
Daarnaast ontwikkelde Albert Frey een indeling van marketing-variabelen in twee categorieën: aanbod (wat) en proces (hoe) variabelen. De aanbod-variabelen bestaan uit product, dienstverlening, verpakking, merk, en prijs. De "proces" of "methode" variabelen beslaan advertising, promotie, verkooppromotie, persoonlijke verkoop, publiciteit, distributiekanalen, marketingonderzoek, strategiebepaling en productontwikkeling.

### Model met de 4 S'en
Door de online ontwikkelingen in de afgelopen decennia, is een aanvulling op het 4P-model gewenst. Met name de aspecten op gebied van eCommerce worden door het model, dat in de jaren 50 van de 20e eeuw werd gelanceerd, niet behandeld. Daarom zijn de 4 S'en als aanvulling ontwikkeld. Ronald Faas en Dominic Heselmans publiceerden het concept - waarin wordt ingegaan op het belang van de juiste Service, Security, Simplicity en Supply Chain - via toonaangevende media.